# BET Hip-Hop
BET Hip-Hop é um canal spin-off do Black Entertainment Television. Sua programação consiste de videoclipes de hip-hop e rap.Também exibe clipes antigos na sua programação, é executado em um loop automático repetindo os mesmos episódios várias vezes por dia e durante toda a semana.

## Programas atuais
- Rap City (2002–presente)
- Bet's Top 25 Countdown (2002–presente)
- ComicView (2002–presente)
- BET.com Countdown (2002–presente)
- Hip Hop Filler (2006–presente)